# Српска демократска странка Црне Горе
Српска демократска странка Црне Горе (СДСЦГ) је бивша политичка странка у Црној Гори. Основана је почетком 1992. године, под окриљем Српске демократске странке из сусједне Босне и Херцеговине. Била је активна првенствено на подручјима Старе Херцеговине и Боке Которске. Имала је посебан утицај међу грађанима Црне Горе који су родом или пореклом били из западних српских крајева, а чији се број у Црној Гори знатно повећао усљед прилива избјеглог становништва у вријеме сукоба на просторима Хрватске, односно Босне и Херцеговине. Странка се активно залагала за успостављање што ближих веза између Црне Горе и Републике Српске, односно Републике Српске Крајине, са посебним тежиштем на развоју свих облика сарадње између Старе Херцеговине у Црној Гори и Источне Херцеговине у Републици Српској. Залагала се за очување државног заједништва Црне Горе и Србије у оквиру тадашње Савезне Републике Југославије. Предсједник странке је био Новица Војиновић, који је био и кандидат СДСЦГ за предсједника Црне Горе на изборима који су одржани у јесен 1997. године.

## Дјелатност
Иако је редовно учествовала у изборима на свим нивоима, од општинског преко републичког до савезног, није успела да оствари значајније резултате. На скупштинским изборима који су у Црној Гори одржани у децембру 1992. године, наступила је у оквиру коалиције под називом Демократска опозиција, која је освојила 7846 гласова, што није било довољно за добијање посланичких мандата. На савезним изборима, који су одржани у исто вријеме, странка је наступила у коалицији са Народном демократском странком (НДС), освојивши 6548 гласова,  што није било довољно за добијање посланичких мјеста по тадашњем начину прерачунавања гласова, који је фаворизовао велике странке.
На скупштинским изборима који су у Црној Гори одржани у новембру 1996. године странка је наступила самостално, освојивши 1603 гласова, док је на савезним изборима који су одржани у исто вријеме, освојила свега 1091 гласова. На предсједничким изборима, који су у Црној Гори одржани у октобру 1997. године, кандидат СДСЦГ је био Новица Војиновић, који је освојио свега 785 гласова. На скупштинским изборима који су у Црној Гори одржани у прољеће 1998. године, наступила је у оквиру коалиције под називом За Српство, која је освојила 1299 гласова.
Непосредно након изборног неуспјеха, у странци је средином августа 1998. године дошло до унутрашњег раскола у виду подјеле на два крила, од којих је прво предводио предсједник Новица Војиновић, док је друго крило предводио Миливоје Пријић, који је покушао да озваничи посебну Српску демократску странку Црне Горе са сједиштем у Херцег-Новом. Овај спор је задуго остао нерјешен. У прољеће 2000. године, Војиновићево крило је заједно са Српском радикалном странком Илије Дармановића формирало коалицију под називом Српска слога, која је на општинским изборима у Подгорици, одржаним 11. јуна исте године, освојила свега 0.2% гласова. Уочи савезних избора, који су били заказани за 24. септембар 2000. године, још увијек су постојале двије супротстављене групе, које су једна другој оспоравале легитимитет и право на употребу страначког имена. На поменутим савезним изборима, Војиновићево крило је покушало да наступи у оквиру коалиције Српска слога, док је Пријићево крило покушало да наступи самостално. Пошто су се обије групе пријавиле за учешће на изборима под истим именом, спор је на крају доспио и до Савезног уставног суда. Пошто се спор показао као нерјешив, ни једно крило на крају није успјело да обезбједи учешће на изборима.
Усљед унутрашњег раскола, странка се током наредних година постепено угасила, а дио њених активиста се прикључио другим српским странкама у Црној Гори.